# Kim Young-gwon
Kim Young-gwon (kor. 김영권, * 27. Februar 1990 in Jeonju) ist ein südkoreanischer Fußballspieler. Er steht bei Ulsan Hyundai  in der J1 League unter Vertrag und wird überwiegend als Innenverteidiger eingesetzt.

## Karriere

### Verein
Kim spielte zunächst an seiner Universität in Jeonju Fußball, bevor der Innenverteidiger bei einem Probetraining vom FC Tokyo entdeckt und verpflichtet wurde. Dort debütierte er am 20. März 2010 in der ersten japanischen Liga gegen Gamba Osaka. Sein erstes Tor erzielte er per direktem Freistoß am 6. Juni 2010 im japanischen Ligapokal gegen Kyōto Sanga. Zum 1. Januar 2011 wechselte Kim zum Ligakonkurrenten Ōmiya Ardija, wo er in anderthalb Jahren 40 Ligaspiele bestritt.
Im Sommer 2012 wechselte er nach China zu dortigen Spitzenverein Guangzhou Evergrande für eine Ablösesumme von umgerechnet etwa 2 Millionen Euro. Dort debütierte er in der Liga am 25. August 2012 beim 0:0-Unentschieden gegen Tianjin Teda. Beim 6:1-Erfolg gegen Changchun Yatai am 20. April 2013 konnte er sein erstes Ligator für seinen Verein erzielen. Mit Guangzhou gewann Kim bislang zweimal die chinesische Meisterschaft, einmal den chinesischen Pokal und einmal die asiatische Championsleague.
2019 zog es ihn wieder nach Japan. Hier unterschrieb er einen Vertrag beim Erstligisten Gamba Osaka in Suita. 2020 feierte er mit Gamba Vizemeisterschaft. Im gleichen Jahr stand er mit Gamba im Finale des Kaiserpokals. Hier unterlag man Kawasaki Frontale mit 1:0. 2022 wechselte Kim zu Ulsan Hyundai FC zur nach Südkorea. Hier stieg er schnell zum Stammspieler auf und wurde Kapitän. 2022, 2023 und 2024 gelang jeweils der Gewinn der südkoreanischen Meisterschaft.

### Nationalmannschaft

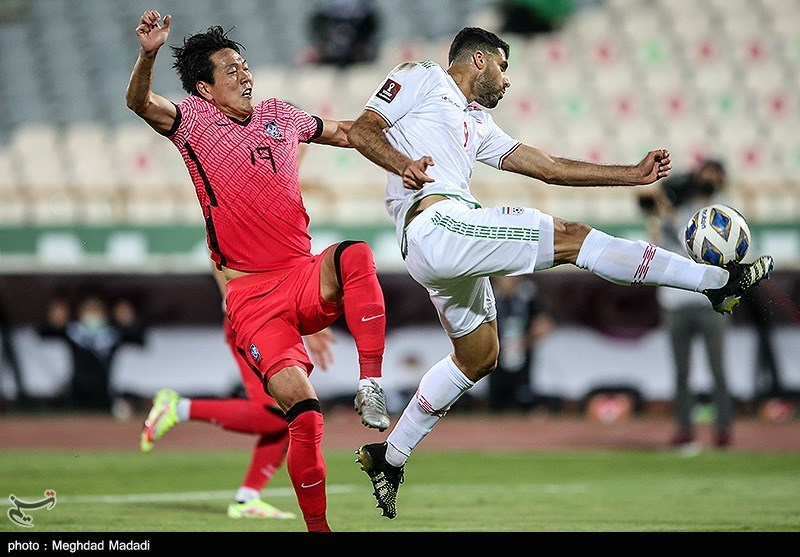
Kim Young-Gwon (links) für Südkorea gegen den Iran (2012)

Kim nahm mit der südkoreanischen U-20 Nationalmannschaft an der U-20-Fußball-Weltmeisterschaft 2009 in Ägypten teil, bei der er mit seiner Mannschaft im Viertelfinale an Ghana ausschied. Beim 3:0-Sieg im Vorrundenspiel gegen die USA gelang ihm ein Tor. In der Folge spielte er zunächst für die U-23-Auswahl Südkoreas, mit der bei den Olympischen Spielen 2012 in London die Bronzemedaille gewinnen konnte.
Am 11. August 2010 lief er beim 2:1-Erfolg im Freundschaftsspiel gegen Nigeria erstmals für die südkoreanische Fußballnationalmannschaft auf. Für die Fußball-Asienmeisterschaft 2011 wurde er noch nicht nominiert, erzielte aber beim 2:1-Erfolg im Freundschaftsspiel gegen Serbien am 3. Juni 2011 sein erstes Tor für die A-Nationalmannschaft. 2012 nahm Kim mit Südkorea an den Olympischen Spiel in London teil. Hier absolvierte Kim sechs Spiele für sein Land und gewann nach einer Halbfinalniederlage gegen Brasilien durch einen 2:0-Sieg gegen Japan im Spiel um Platz 3 die Bronzemedaille.
In der Folge spielte er in einigen Qualifikationsspielen für die Fußball-Weltmeisterschaft 2014 in Brasilien. Bei der WM bestritt er für Südkorea alle drei Gruppenspiele, nach denen man als Letzter der Gruppe H ausschied. Bei der Fußball-Asienmeisterschaft 2015 in Australien bestritt Kim ebenfalls alle Spiele und musste sich erst im Finale Australien geschlagen geben. Beim Gewinn der Fußball-Ostasienmeisterschaft 2015 führte Kim sein Team als Mannschaftskapitän aufs Feld.
Bei der Endrunde der Fußballweltmeisterschaft 2018 in Russland erzielte Kim im dritten Spiel der Vorrunde gegen Deutschland in der 92. Minute nach einem Eckball die 1:0-Führung. Der Treffer leitete die 0:2-Niederlage der deutschen Mannschaft und deren historisches Ausscheiden nach der Gruppenphase ein. Im Achtelfinale der  Fußballweltmeisterschaft 2022 gegen Brasilien, das mit 1:4 verloren wurde, bestritt er sein 100. Länderspiel.

## Erfolge

### Verein
Guangzhou Evergrande
- Chinese Super League: 2012, 2013
- CFA Cup: 2012
- AFC Champions League: 2015

Ulsan HD FC
- K League 1: 2022, 2023, K League 1 2024

### Nationalmannschaft
- Ostasienmeisterschaft: 2015